# Mellona Rocks
Mellona Rocks är en kulle i Antarktis. Den ligger i Sydshetlandsöarna. Argentina, Chile och Storbritannien gör anspråk på området.
Terrängen runt Mellona Rocks är huvudsakligen kuperad, men den allra närmaste omgivningen är varierad. Trakten är obefolkad. Det finns inga samhällen i närheten. 